# Кирилова Світлана Кирилівна
Світлана Кирилівна Кирилова (12 грудня 1924, село Ставище, тепер селище Ставищенського району Київської області — ?) — український радянський партійний та комсомольський діяч. Депутат Верховної Ради УРСР 11-го скликання. Заступник міністра культури Української РСР. Представник України в 3-му Комітеті Генеральної Ассамблеї ООН (10.1962).

## Біографія
У 1943—1945 роках служила в Червоній армії, воювала на Прибалтійському і Білоруському фронтах. Учасниця німецько-радянської війни.
Член ВКП(б) з 1945 року.
З 1945 року — на комсомольській та партійній роботі в Тернопільській області: секретар Тернопільського обласного комітету ЛКСМУ. Закінчила Кременецький педагогічний інститут Тернопільської області.
У 1950 — вересні 1951 року — 2-й секретар Тернопільського міського комітету КПУ.
У 1951—1954 роках — слухачка Вищої партійної школи при ЦК КПУ.
У лютому 1954 — червні 1961 року — секретар ЦК ЛКСМ України.
У червні 1961—1973 роках — заступник міністра культури Української РСР. Одночасно з травня 1964 до 1973 року — начальник головного управління кадрів і учбових закладів Міністерства культури УРСР. Була представником Української РСР у 3-му Комітеті Генеральної Ассамблеї ООН в жовтні 1962 року.
У 1973 — кінці 1980-х років — директор Київського філіалу Центрального музею Леніна. Заступник голови Українського республіканського комітету захисту миру.

## Автор праць
- Кирилова Світлана Кирилівна. Комсомол України—вірний помічник партії / С. Кирилова. 1960[1]

## Нагороди
- орден Вітчизняної війни 2-го ст. (6.04.1985)
- орден Трудового Червоного Прапора (7.03.1960)
- орден «Знак Пошани» (26.02.1958)
- медалі
- заслужений працівник культури Української РСР (11.12.1974)